# Río Jamanxim
El río Jamanxim es un largo río amazónico brasileño, el principal afluente del río Tapajós. Discurre por el estado brasileño de Pará, y tiene una longitud total de 510 km.

## Geografía
El río Jamanxim nace en la parte sur del estado de Pará, casi en la frontera con el Mato Grosso, en las estribaciones de la Serra do Cachimbo. Discurre en dirección norte y desagua en el río Tapajós aguas arriba de la localidad de Pouso Grande. El río discurre en gran parte de su curso paralelo, por la margen izquierda, a la vía BR-163, que conecta Santarém y Cuiabá, y es la principal vía rodada de esta parte central de Brasil. Sus principales afluentes son los ríos Claro, Novo y Aruri. 
No hay ninguna localidad de importancia en sus riberas y la navegación es posible solamente en pequeñas embarcaciones, ya que tiene muchos pequeños tramos de rápidos o cachoeiras, lo que dificulta la navegabilidad.

## Potencial hidrelétrico
Se realizaron investigaciones por la compañía «Centrais Elétricas do Norte do Brasil» (Eletronorte) y la constructora Camargo Correa, que tras un levantamiento de la cuenca llegaron a la conclusión de que el río Jamaxim tiene un potencial de generación de energía de 2.000 MW, cerca de su boca, y que el río Tapajós lo tendría en torno a los 9.000 MW. 

## Actividades Comerciales
A lo largo del río se realizan diversas actividades, incluida la pesca, que abastece a varios municipios de la región, además de otras actividades de subsistencia, que utilizan el río. El río no fue usado por los garimpeiros (buscadores de oro), en la misma proporción de ríos vecinos como el río Crepori y en él se encuentran grandes peces como la pintada, entre otros.